# Leslie Claudius
Leslie Walter Claudius (* 25. März 1927 in Bilaspur; †  20. Dezember 2012 in Kalkutta) war ein indischer Hockeyspieler. Mit drei olympischen Goldmedaillen und einer olympischen Silbermedaille war Leslie Claudius zusammen mit seinem langjährigen Mitspieler Udham Singh der erfolgreichste Hockeyspieler der olympischen Geschichte. Gleichzeitig sind die beiden Spieler die erfolgreichsten indischen Olympiateilnehmer.

## Karriere
Leslie Claudius begann als Fußballspieler, er spielte für das Team der Bengal Nagpur Railways. 1946 war er Zuschauer bei einem Hockeyturnier, an dem zwei Mannschaften der Bengal Nagpur Railways beteiligt waren. Während dieses Turniers wurde er überraschend aufgefordert als Ersatzmann für einen verletzten Spieler einzuspringen. Claudius machte seine Sache so gut, dass er während des ganzen Turniers in der Hockeymannschaft blieb. Nach dem Turnier wechselte Claudius ganz zum Hockeysport und konnte seine spieltechnischen Fähigkeiten binnen kürzester Zeit verbessern.
Dhyan Chand, der Spielmacher der indischen Vorkriegsmannschaft, entdeckte Claudius für die indische Nationalmannschaft und 1948 gehörte Claudius zum indischen Aufgebot bei den Olympischen Spielen in London. Im Finale besiegte die indische Mannschaft die britischen Gastgeber mit 4:0 und setzte die seit 1928 anhaltende Siegesserie des indischen Hockeyteams fort. Auch 1952 und 1956 war die indische Mannschaft mit Claudius erfolgreich. Diese olympische Siegesserie riss 1960, als das indische Team im Finale gegen Pakistan verlor, nachdem die Inder bereits 1958 im Finale der Asienspiele gegen Pakistan verloren hatten. Nach der Finalniederlage 1960 beendete Claudius seine aktive Laufbahn.
1971 wurde Claudius mit dem Padma Shri geehrt. In den 1980er Jahren war er zwei Jahre als Spielbeobachter für den indischen Hockeyverband tätig, gab dieses Amt aber wieder auf, da er die zahlreichen Reisen nicht mit seiner beruflichen Tätigkeit bei den Zollbehörden von Kolkata in Einklang bringen konnte. Claudius war nach dem Ende seiner beruflichen Tätigkeit in der bengalischen Schiedsrichterkommission tätig.